# Ober-Grafendorf

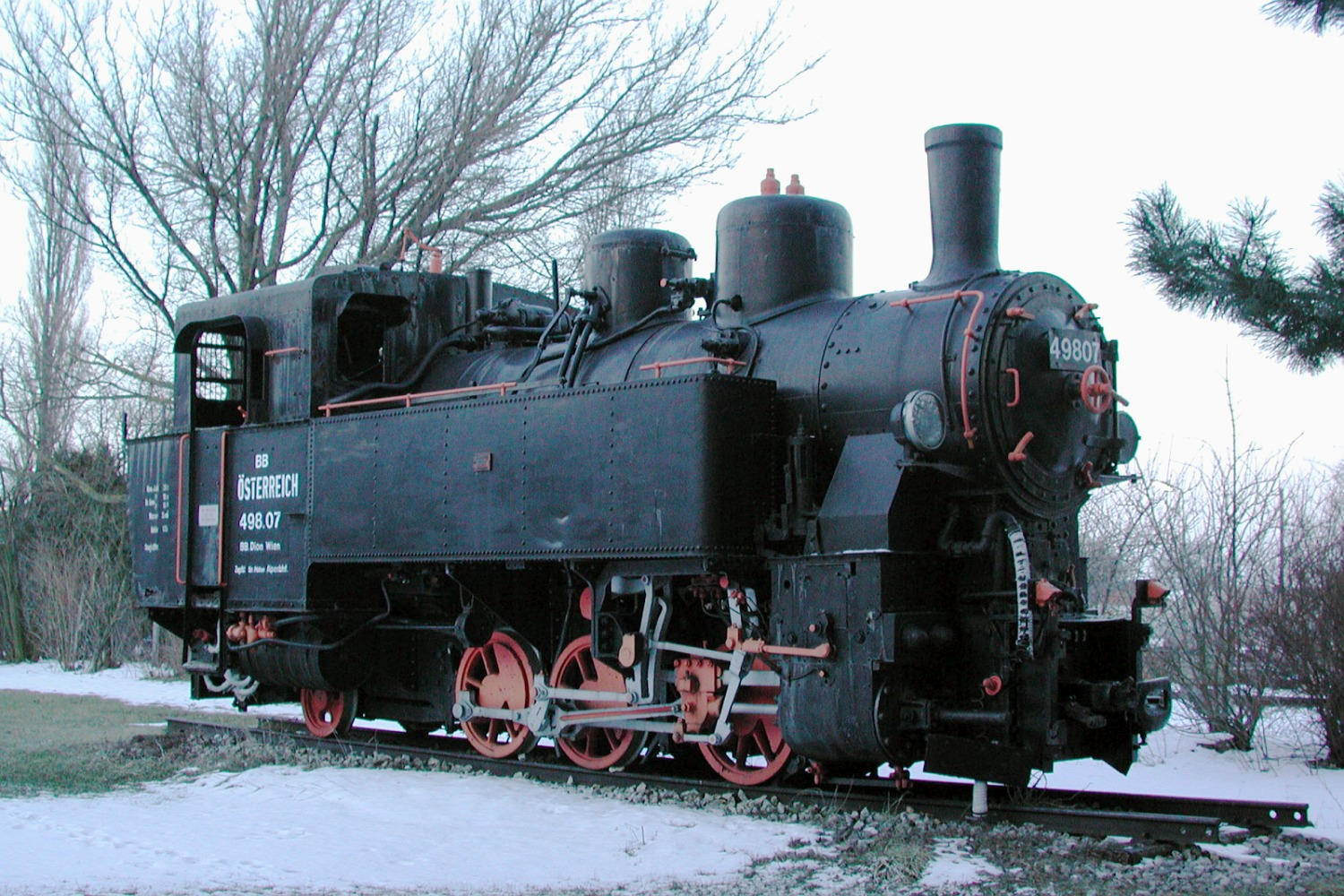

Ober-Grafendorf je obec v Rakousku ve spolkové zemi Dolní Rakousy v okrese St. Pölten. Žije zde přibližně 4 500 obyvatel.